# Eresia saturata
Eresia saturata är en fjärilsart som beskrevs av Johannes Karl Max Röber 1913. Eresia saturata ingår i släktet Eresia och familjen praktfjärilar. Inga underarter finns listade i Catalogue of Life.